# Thalkirchen-Obersendling-Forstenried-Fürstenried-Solln

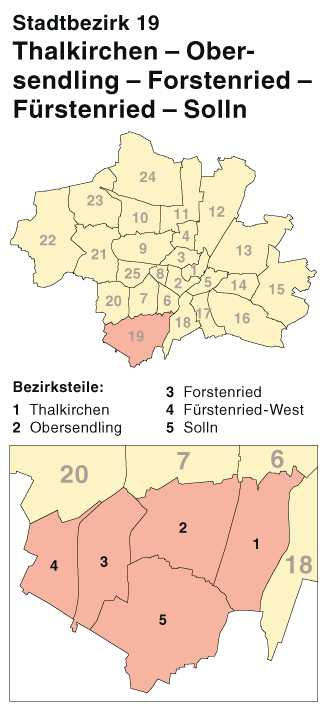
Bezirksteile

Thalkirchen-Obersendling-Forstenried-Fürstenried-Solln ist der Stadtbezirk 19 der bayerischen Landeshauptstadt München, der 1992 durch Zusammenlegung der ehemaligen Stadtbezirke 24 Thalkirchen – Obersendling – Forstenried und 36 Solln entstand, wobei einige Grenzen angepasst wurden.
Im Stadtbezirk 19 liegt mit der Balde-Höhe, einem Hügel auf dem Gelände von Kloster Warnberg (579 m ü. NN), der höchste Punkt im Stadtgebiet Münchens. Für das Stadtklima wichtige Grünzüge (Isartal, Forstenrieder Park, Sendlinger Wald bzw. Südpark, Siemenswäldchen, Waldfriedhof) grenzen an oder durchziehen den Bezirk, der sich aus recht unterschiedlichen Stadtteilen zusammensetzt.
Der Bezirk grenzt im Norden an die Bezirke Hadern, Sendling-Westpark und Sendling und im Osten jenseits der Isar an den Bezirk Untergiesing-Harlaching. Im Süden und Westen bildet der Bezirk die Münchner Stadtgrenze, hier liegen außerhalb im Süden die Gemeinde Pullach im Isartal und das gemeindefreie Gebiet Forstenrieder Park sowie im Westen die Gemeinde Neuried.

## Bezirksteile

### Thalkirchen

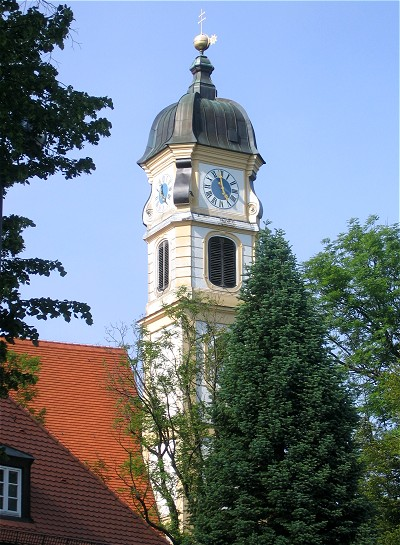
St. Maria Thalkirchen

Der in der Isarniederung westlich des Flusses gelegene Stadtteil gehört zu den ältesten Siedlungen im Süden der Stadt und hat durch seine Lage an der renaturierten Isar eine bedeutende Erholungs- und Freizeitfunktion für die gesamte Stadt. In Thalkirchen befindet sich der heutige Floßkanal Münchens, auf der anderen Isarseite über die Thalkirchner Brücke gut erreichbar liegt der Tierpark Hellabrunn im Nachbarbezirk 18 Untergiesing-Harlaching, und im Nordosten auf der Thalkirchner Flussseite der zu Sendling gehörende Flaucher, ein ausgedehnter Grünzug entlang der Isar mit Wald und Wiesen, Spielplätzen und dem gleichnamigen Biergarten in einem Forsthaus aus dem Jahre 1800.
Thalkirchen, die Kirche im Tal, wurde erstmals im Jahre 1268 schriftlich erwähnt. 1818 wurde es mit Obersendling und Maria Einsiedel zu einer Gemeinde zusammengefasst. Der ursprüngliche Ortskern lag an der Kirche St. Maria Thalkirchen (heute Fraunbergplatz 1), zu der sich eine bedeutende Wallfahrt mit Ablass im Frauendreißiger nachweisen lässt. Wegen der Wallfahrt entwickelten sich in Thalkirchen umfangreiche Gasthöfe und Biergärten und der folgende Ausflugsverkehr. Verkehrlich war Thalkirchen durch die Isartalbahn angebunden. Diese Einflüsse legten gegen Ende des 19. Jahrhunderts im Zusammenhang mit dem starken Wachstum der Stadt München die Grundlage für Unterhaltungsbetriebe wie den Gierlinger Park, eine private Grünanlage mit Spazierwegen, einer Almhütte, einem kleinen Gewässer mit Bootsverleih und weiteren Einrichtungen. 1890 wurde das Bad Maria Einsiedel eröffnet. Thalkirchen wurde am 1. Januar 1900 nach München eingemeindet. Entscheidend dafür war die Gründung der Zentrallände in Thalkirchen für den Floßverkehr, weil die Floßländen in München wegen der Verkehrsbelastung aufgelassen wurden. Im Zuge der Eingemeindung wurde 1904 die erste Thalkirchner Brücke nach Harlaching errichtet. Ein berühmter Thalkirchner ist der Schriftsteller Wilhelm Jensen.
Zum Bezirksteil Thalkirchen zählen auch die Gemeindeteile Maria Einsiedel und Hinterbrühl der früheren Gemeinde Thalkirchen und die kurz vor der Eingemeindung Thalkirchens erbaute Villenkolonie Prinz-Ludwigs-Höhe.
Der Gemeindeteil Maria Einsiedel findet sich erstmals 1725 schriftlich genannt. Seinen Namen erhielt dieser Gemeindeteil durch den Maler Cosmas Damian Asam in Anlehnung an den gleichnamigen Schweizer Wallfahrtsort Maria Einsiedel. Asam kaufte das heute als Asam-Schlössl bezeichnete Anwesen 1724 mit Geldern, die er für die Ausmalung der Schweizer Wallfahrtskirche verdient hatte; am 11. Mai 1734 wurde der Eigentumsbrief ausgestellt. Am 25. März 1725 erhielt Egid Quirin Asam die Erlaubnis zur Errichtung einer Kapelle. Am 25. Oktober 1730 informierte er die zuständige geistliche Hoheit in Freising über die Fertigstellung des Gotteshauses, worauf dieses geweiht wurde.

### Obersendling

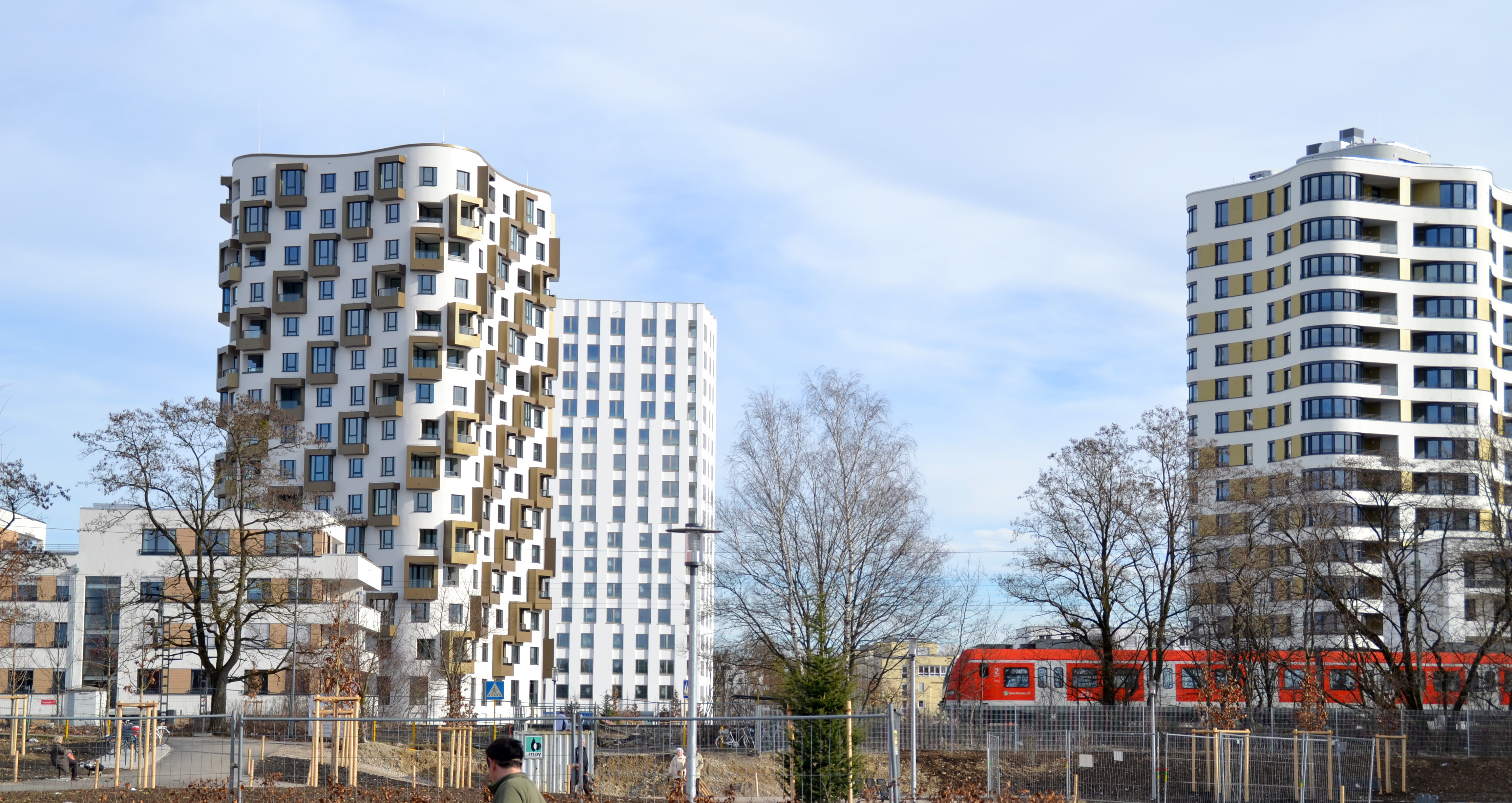
Drei der fünf Punkthäuser im Neubaugebiet Südseite, 2014

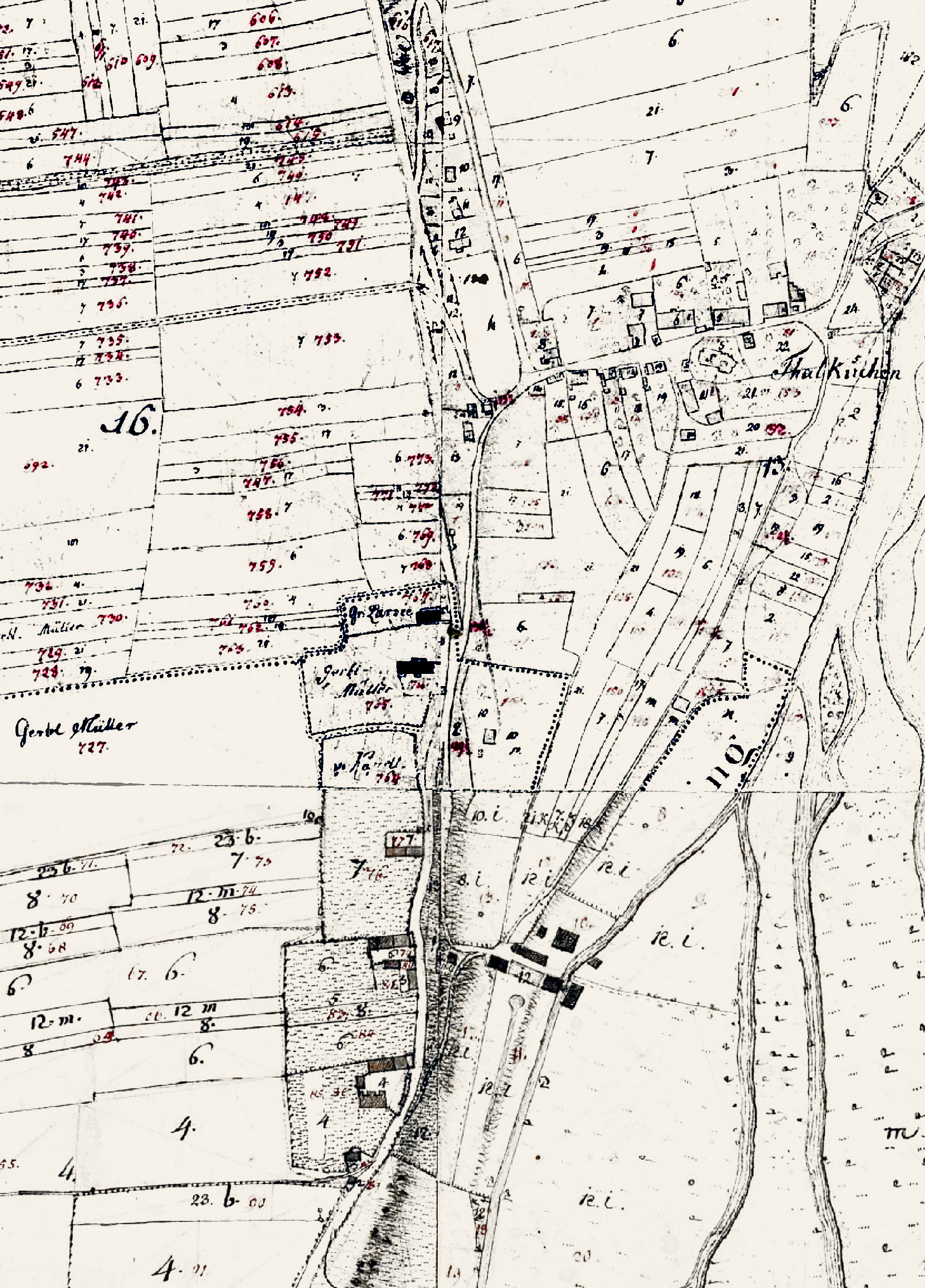
Obersendling auf dem Urkataster um 1850, es sind die Häuser an der heutigen Wolfratshauser Straße

Obersendling reicht von der S-Bahnlinie (Thalkirchen) im Osten bis zum Südpark im Westen (Forstenried). Die nördliche Grenze verläuft zum Stadtbezirk Sendling-Westpark. Im Süden grenzt der Stadtteil an Solln. Der historische Ortskern von Obersendling jedoch lag an der Hangkante auf dem Gebiet des Bezirksteils Thalkirchen oberhalb von Maria Einsiedel. Das nördlichste Haus stand bei der Wolfratshauser Straße 38.
Ursprünglich gehörte der Stadtteil zu Thalkirchen und wurde am 1. Januar 1900 in München eingemeindet.
Städtebaulich betrachtet handelt sich es bei diesem Stadtteil um ein Mischgebiet. Der Wohnungsbestand, welcher auch noch ältere Wohnquartiere aufweist, ist in ein Industrie- und Gewerbegebiet eingebettet. Nach dem Zweiten Weltkrieg erlebte Obersendling eine schnelle wirtschaftliche Entwicklung. Wesentlicher Auslöser war hier die Standortkonzentration der Firma Siemens rund um die Hofmannstraße. Dort befand sich bereits seit 1927 ein Zweigwerk. Als das Unternehmen nach dem Zweiten Weltkrieg seinen Sitz von Berlin nach München verlegte, wurde die Hofmannstraße der zentrale Standort. Mit dem Siemens-Hochhaus wurde von 1961 bis 1963 ein repräsentatives Verwaltungsgebäude errichtet, um den Solitär gruppierten sich Entwicklungs-, Fertigungs- und Vertriebsbauten.
Die Siemens AG gab den Standort Hofmannstraße um die Jahrtausendwende auf und verkaufte das Gelände. Im Rahmen des Projektes Isar Süd sollte ab 2005 eine grundlegende Neugestaltung des gesamten Siemens-Areals durchgeführt werden. Ziel des Projektes war es unter anderem, den früher abgeschlossenen Siemens-Standort zu öffnen und durch ein integriertes Konzept von Wohnen mit Arbeiten zu ersetzen. Auf Grund des Bürgerentscheides „Initiative-Unser-München“ im Jahr 2004 musste die Planung überarbeitet und auf Hochhäuser über 99 m Höhe verzichtet werden. Der neue Bebauungsplan für das ehemalige Siemensgelände wurde 2010 beschlossen. Das neue Stadtquartier „Südseite“ östlich der Baierbrunner Straße mit rund 2000 Einwohnern und 1000 Arbeitsplätzen um eine zentrale Parkanlage wurde 2013 fertiggestellt. Die Teile des ehemaligen Siemens-Geländes westlich der Baierbrunner Straße sollen mit weiteren rund 1000 Wohnungen bebaut werden, für das Siemens-Hochhaus ist ein Umbau in rund 300 Wohnungen vorgesehen (Stand 2019).
Südlich gegenüber dem Siemens-Gelände befand sich der 13,5 Hektar große Hermann-von-Siemens-Sportpark für Betriebsangehörige. Im Zuge des Standort-Abbaus gab Siemens 2011 auch den Sportpark auf, der während jahrelanger Verhandlungen über die künftige Verwendung des Areals abgesperrt blieb und verfiel. 2017 kaufte schließlich die Landeshauptstadt München den Park und sanierte ihn anschließend so weit, dass ein Großteil am 1. Juni 2019 mit einem Bürgerfest für die Öffentlichkeit freigegeben werden konnte. Anfang Juli 2019 befürwortete der Sportausschuss des Münchener Stadtrats einstimmig ein Konzept, das u. a. Neubauten einer Dreifach-Sporthalle mit Zuschauertribüne, eines Schulschwimmbads und eines Sportbetriebsgebäudes – alles barrierefrei – sowie die Errichtung diverser Freisportanlagen (Rasenspielfelder, 400-Meter-Rundlaufbahn, Handball- und Beach-Volleyballfeld) und einer durchgängigen Joggingstrecke, eines Fitness-Parcours und einer Boccia-Bahn vorsieht.
Ebenfalls in Obersendling, nordwestlich des Werksgeländes, liegt die Siemens-Siedlung an der Boschetsrieder Straße. Erwähnenswert sind die beiden Siemens-Sternhochhäuser, die ersten Hochhäuser ihrer Art, welche nach dem Krieg in München gebaut wurden.
Seit Mitte 2019 entsteht auf ehemaligem Siemensgelände am U-Bahnhof Machtlfinger Straße das „Junge Quartier Obersendling“, in dem Bildungs- und Beratungsangebote für Jugendliche und junge Erwachsene zusammengeführt wurden. Zu den Einrichtungen des Jungen Quartiers gehören die SchlaU-Schule und das Cafe Netzwerk.
Auf einem Jahrzehnte für die geplante Firmenzentrale der Isar-Amperwerke, später der E.ON, freigehaltenen Grundstück am Westrand Obersendlings, begrenzt durch die Drygalski-Allee, entstand ab 2015 zwischen Boschetsrieder und Kistlerhofstraße ein weiteres, etwa acht Hektar großes Neubaugebiet, das Quartier „Am Südpark“, nach dem nahen Südpark benannt. Es wurde als Wohn- und Arbeitsstandort für etwa 2500 Menschen und 400 Arbeitsplätze mit umfangreicher sozialer Infrastruktur sowie öffentlichen und privaten Grün- und Freiflächen errichtet.

### Forstenried

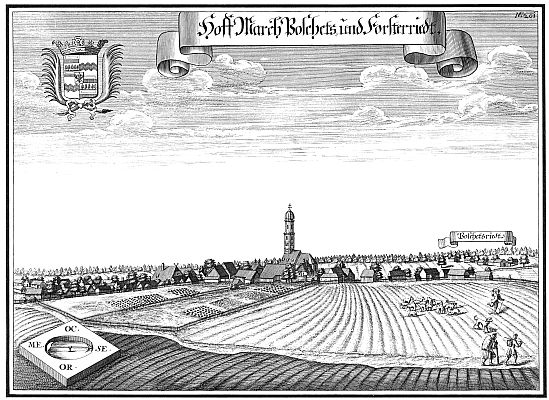
Hofmark Forstenried auf einem Stich von Michael Wening

Der Stadtteil mit noch relativ gut erhaltenem alten Dorfkern besteht überwiegend aus Wohngebieten. Er wurde erstmals im Jahr 1166 als Uorstersriet erwähnt, der Name setzt sich zusammen aus den Bestandteilen Uorster für Förster und Riet für Rodung. Der historische Ortskern liegt an der Forstenrieder Allee in der Umgebung der Pfarrkirche Heilig Kreuz. Forstenried wurde 1818 zu einer eigenständigen politischen Gemeinde und am 1. Januar 1912 nach München eingemeindet. Zwischen 1959 und 1971 wurden auf der Gemarkung Forstenried drei Großwohnanlagen errichtet.
Der ehemalige Gemeindeteil Unterdill, dessen Namensteil Dill für die Umzäunung eine Forstes steht, entstand aus einem um 1720 erbauten Dillwärterhaus. Der historische Weiler mit vier Häusern ist nicht mehr erhalten, der Name bezeichnet jetzt eine in den 1960er Jahren für Waldarbeiter errichtete Wohnsiedlung am Nordrand des Forstenrieder Parks.

### Fürstenried

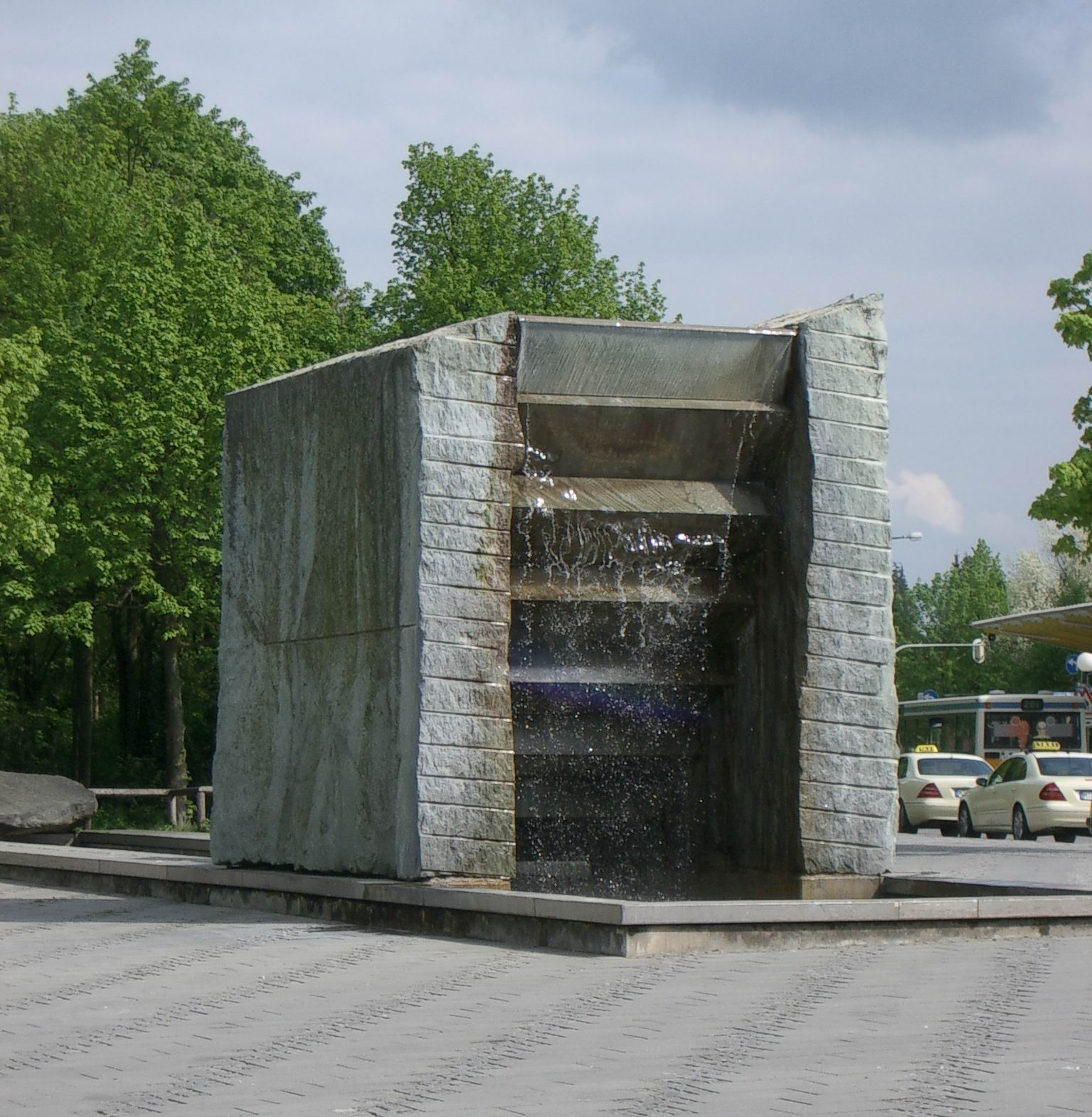
Brunnen von Magdalena Jetelová am Schweizer Platz in Fürstenried-West

Fürstenried, ursprünglich Poschetsried genannt (12. Jahrhundert: Parschalehesriet – Rodung eines Barschalken), verdankt seinen Namen dem Kurfürsten Max Emanuel und dem Begriff Ried für Rodung. Der Kurfürst beauftragte seinen Hofbaumeister Joseph Effner mit dem Bau von Schloss Fürstenried (1715–1717). Im Jahre 1716 wurde der Ort erstmals Fürstenried genannt. Seit 1818 gehörte er zur Gemeinde Forstenried und wurde 1912 wurde mit dieser nach München eingemeindet.
Heute ist Fürstenried ein reines Wohnviertel, das in den 1960er Jahren entstand. Drei große Wohnanlagen dominieren das Viertel, im südlichen Teil befinden sich auch Einfamilienhäuser. In Fürstenried Ost, Fürstenried West und Neuforstenried wurden innerhalb von sechs Jahren Großbauprojekte realisiert, um möglichst schnell günstigen Wohnraum zu schaffen; sie prägen auch heute noch das Bild des Stadtteils. Die gute Verkehrsanbindung (U-Bahn-Linie U3, Autobahn A 95 zum Mittleren Ring Münchens und nach Garmisch-Partenkirchen) und die Nähe zum Forstenrieder Park machen Fürstenried zu einem sehr beliebten Wohngebiet.
Zu Fürstenried werden auch die Gemeindeteile Maxhof und Kreuzhof der ehemaligen Gemeinde Forstenried gezählt.

### Solln

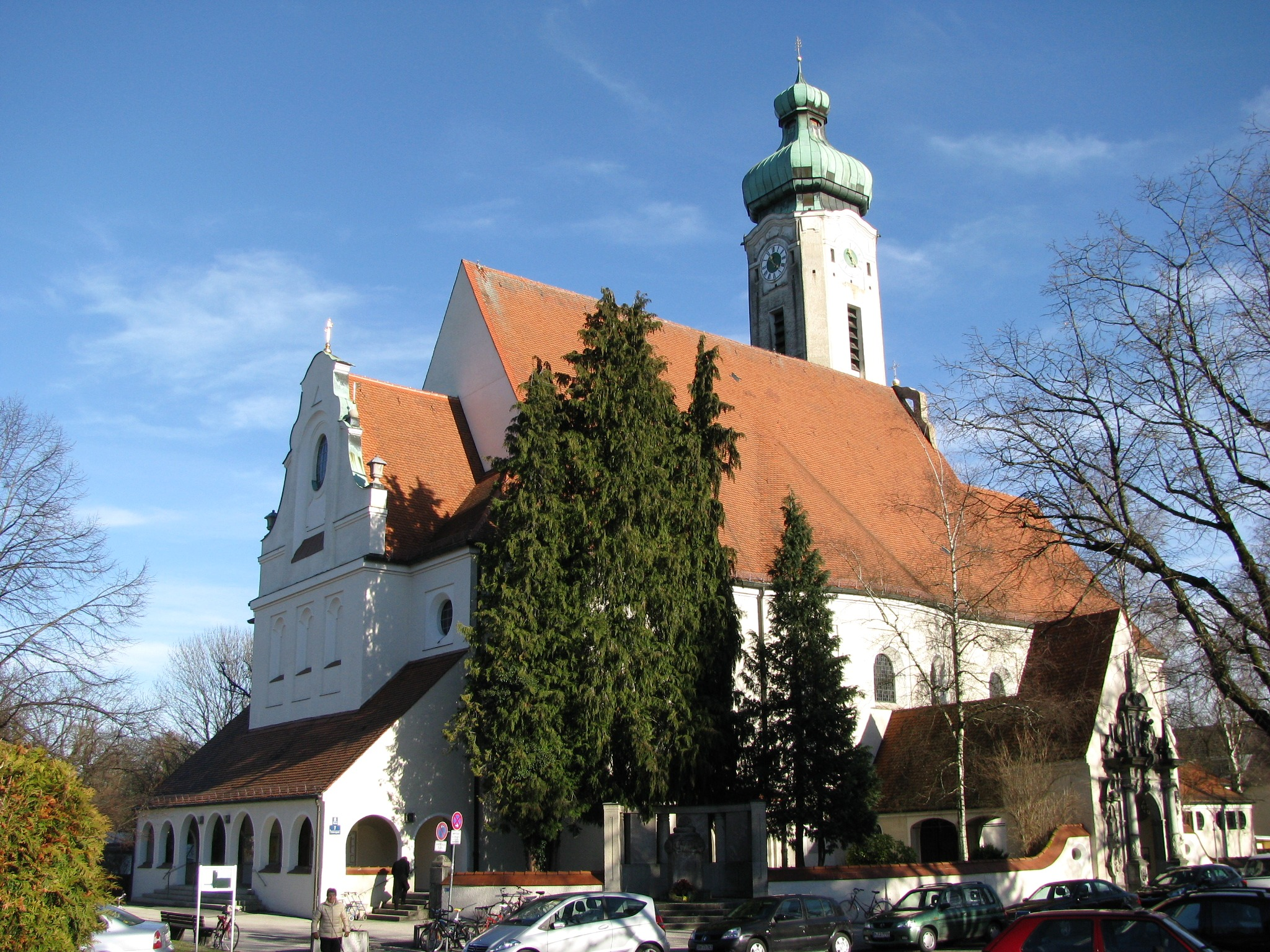
Pfarrkirche St. Johann Baptist Solln

Solln ist der südlichste Stadtteil von München. Mit seinem Gartenstadtcharakter und alten Villen zählt es zu den teuersten Wohngegenden der Stadt. Im Zuge der Nachverdichtung entstehen vermehrt an Stelle der alten Herrschaftshäuser dicht bebaute Eigentumswohnanlagen im oberen Preissegment.
Der frühere Ortskern erstreckte sich von der alten Sollner Kirche St. Johann Baptist nach Süden bis zum heutigen Wilhelm-Leibl-Platz. Hier stand die Alte Post, die Tafern-Wirtschaft und Posthalterei an der Straße nach Pullach.
Außer der alten Sollner Kirche gibt es noch drei weitere katholische (die Pfarrkirche St. Johann Baptist, die Pfarrkirche St. Ansgar sowie Klein-Schönstatt in der Parkstadt Solln) und zwei evangelische Kirchen (die Apostelkirche in Alt-Solln und die Petruskirche in der Parkstadt).
Einer der berühmtesten Sollner der Neuzeit ist der noch vor der Eingemeindung geborene Chemie-Nobelpreisträger Ernst Otto Fischer. Im alten Sollner Friedhof fand er auch seine letzte Ruhe.
In Solln wurde 1915 der Schauspieler Curd Jürgens (gestorben 1982) geboren.
Der Waldfriedhof Solln umfasst knapp sieben Hektar mit etwa 3000 Grabplätzen, darunter auch viele bekannte Persönlichkeiten.
Westlich an den Kern von Alt-Solln schließt sich die in den 1960er und 1970er Jahren in mehreren unabhängigen Abschnitten entstandene Hochhaus-Siedlung Parkstadt Solln an.
Der Gemeindeteil Warnberg am südlichen Ende von Solln wurde erstmals 1185 unter dem Namen Warnberch erwähnt, was so viel wie Berg des Warin heißt. Dies wiederum bedeutet im heutigen Hochdeutsch Wächter, was vermuten lässt, dass hier um 1200 ein Spähberg zur Absicherung der Isarstraßen war. Der Ortsteil wurde 1818 Solln zugehörig. Am 1. Dezember 1938 wurden die damalige Gemeinde Solln in die Stadt München eingemeindet. Die Balde-Höhe, der ehemalige Burgstall von Warnberg, ist mit 579 m ü. NN der höchste Punkt Münchens.

## Allgemeines

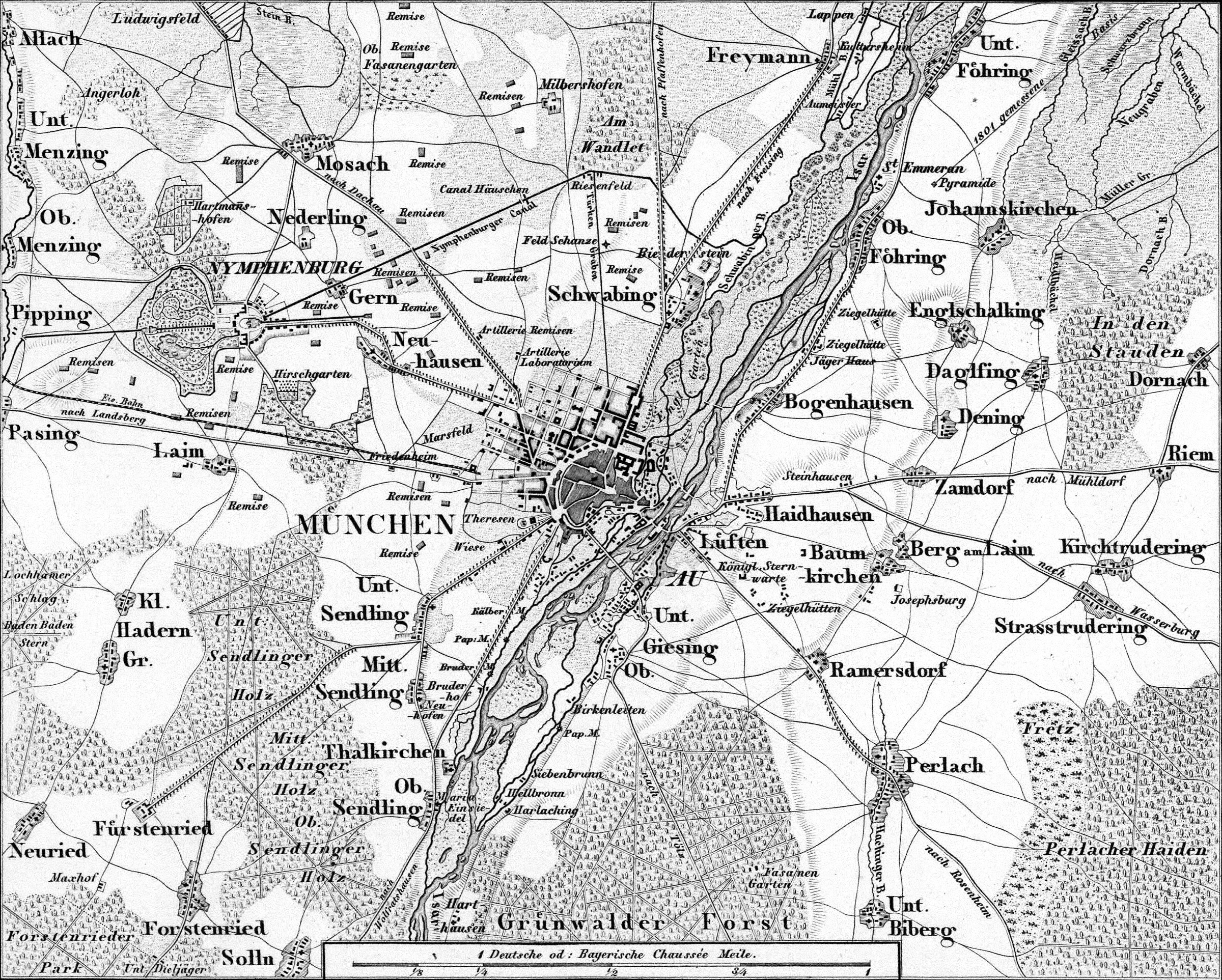
Thalkirchen, Obersendling, Forstenried, Fürstenried und Solln auf einer Karte von 1858

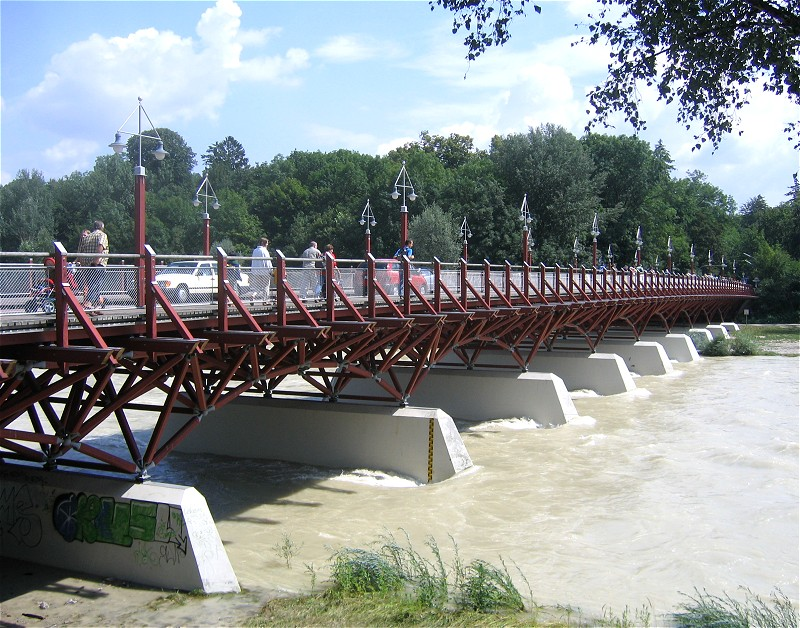
Thalkirchner Brücke über die Isar

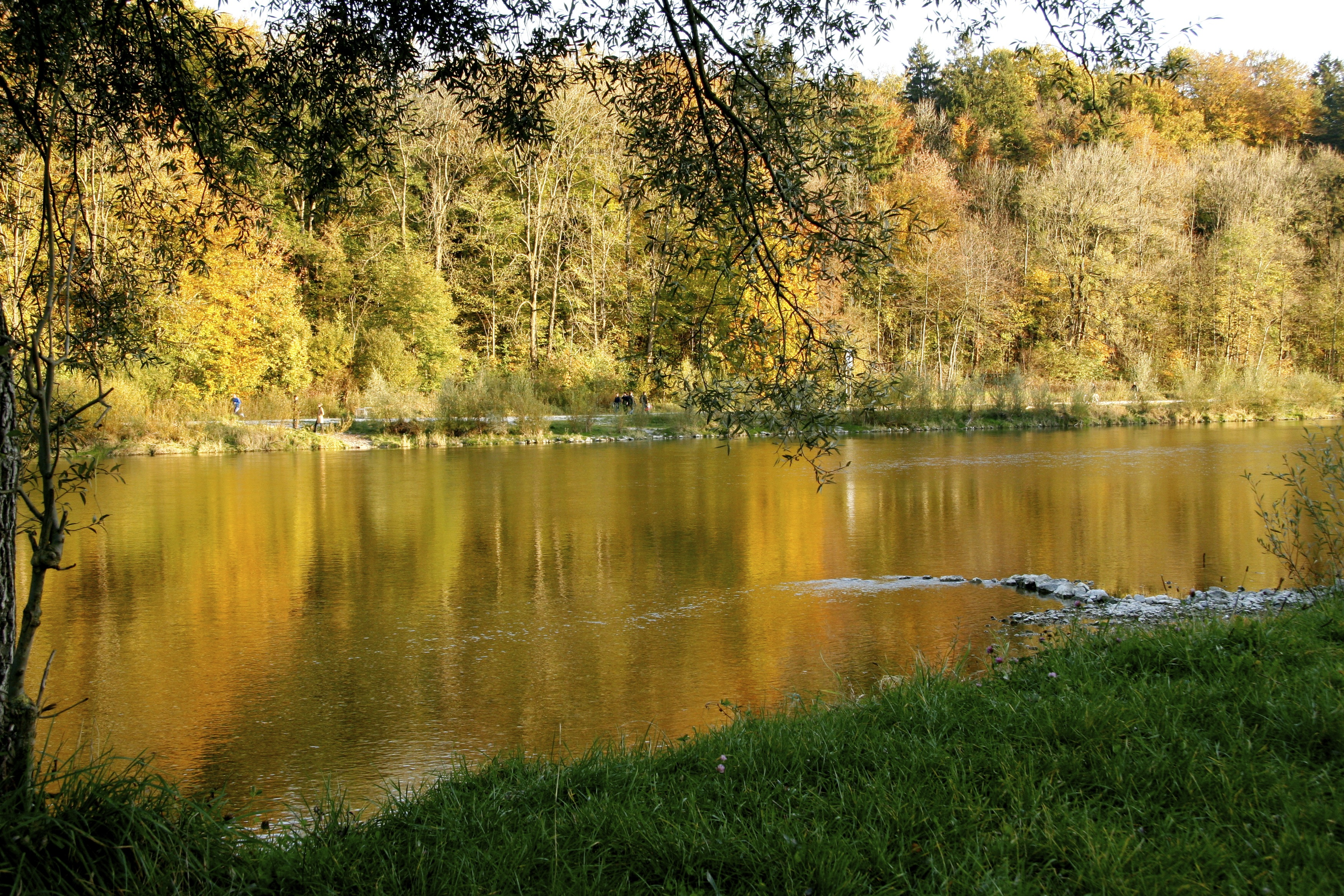
Die Isar durch Thalkirchen im Herbst

### Sozialstruktur
Die Arbeitsplätze im Stadtbezirk konzentrieren sich zum Großteil auf den Industrie- und Gewerbestandort Obersendling. Die soziale Struktur des Bezirks folgt den städtebaulichen Gegebenheiten in den Bezirksteilen (Villenviertel Alt-Solln, Einfamilienhausgebiete in Forstenried und Maxhof, Großwohnanlagen und Reihenhausgebiete in Fürstenried, ältere Wohnquartiere und Genossenschaftsbauten in Thalkirchen und Obersendling). Der Ausländeranteil liegt für den gesamten Bezirk unter dem städtischen Durchschnitt, schwankt aber deutlich zwischen den einzelnen Bezirksteilen.

### Bildung
- Münchner Volkshochschule, „Fürstenried-Ost“, Forstenrieder Allee 61

### Baudenkmäler
- Liste der Baudenkmäler in Thalkirchen
- Liste der Baudenkmäler in Obersendling
- Liste der Baudenkmäler in Forstenried
- Liste der Baudenkmäler in Fürstenried
- Liste der Baudenkmäler in Solln

### Verkehr
Der Stadtbezirk wird zum einen über die Autobahn 95 und zum anderen über die Bundesstraße 11 erschlossen. Des Weiteren befinden sich in diesem Stadtbezirk die U-Bahn-Stationen Fürstenried West, Basler Straße, Forstenrieder Allee, Machtlfinger Straße, Aidenbachstraße, Obersendling und Thalkirchen der Linie U3 sowie die S-Bahn-Stationen Siemenswerke und Solln der Linien S7 und S20 (außerdem Regionalzüge) an der Bahnstrecke München–Lenggries. Die frühere Isartalbahn wurde stillgelegt und das Gleisbett zu einem Radweg umgebaut, der nun Solln und Thalkirchen verbindet.

### Statistik
(Stand jeweils am 31. Dezember, Einwohner mit Hauptwohnsitz)
| Jahr | Einwohner | davon Ausländer | Einwohner je km² |
| ---- | --------- | --------------- | ---------------- |
| 2000 | 076.762   | 13.454 (17,5 %) | 4.324            |
| 2001 | 077.518   | 13.945 (18,0 %) | 4.367            |
| 2002 | 077.659   | 14.208 (18,3 %) | 4.375            |
| 2003 | 077.850   | 14.325 (18,3 %) | 4.385            |
| 2004 | 078.056   | 14.380 (18,4 %) | 4.395            |
| 2005 | 079.147   | 14.983 (18,9 %) | 4.458            |
| 2006 | 080.701   | 15.219 (18,9 %) | 4.545            |
| 2007 | 082.283   | 15.849 (19,3 %) | 4.633            |
| 2008 | 082.771   | 15.964 (19,3 %) | 4.661            |
| 2009 | 082.482   | 15.647 (19,0 %) | 4.645            |
| 2010 | 083.584   | 16.467 (19,7 %) | 4.704            |
| 2011 | 085.458   | 17.834 (20,9 %) | 4.813            |
| 2012 | 087.271   | 18.895 (21,7 %) | 4.915            |
| 2013 | 090.790   | 21.642 (23,8 %) | 5.111            |
| 2014 | 091.412   | 21.777 (23,8 %) | 5.146            |
| 2015 | 093.602   | 23.464 (25,1 %) | 5.269            |
| 2016 | 096.199   | 26.127 (27,2 %) | 5.416            |
| 2017 | 095.554   | 25.597 (26,8 %) | 5.379            |
| 2018 | 096.714   | 26.540 (27,4 %) | 5.445            |
| 2019 | 097.689   | 27.123 (27,8 %) | 5.499            |
| 2020 | 098.596   | 27.646 (28,0 %) | 5.550            |
| 2021 | 099.260   | 28.374 (28,6 %) | 5.588            |
| 2022 | 101.087   | 30.516 (30,2 %) | 5.691            |
| 2023 | 101.992   | 31.316 (30,7 %) | 5.742            |
| 2024 | 103.717   | 32.721 (31,5 %) | 5.839            |

Quelle mit weiteren Daten

## Politik
- Grüne: 12
- SPD: 8
- FW/ÖDP: 2
- FDP: 2
- CSU: 11
- AfD: 2

Der Bezirksausschuss von Thalkirchen-Obersendling-Forstenried-Fürstenried-Solln wurde zuletzt am 15. März 2020 gewählt. Die Sitzverteilung lautet wie folgt: Grüne 12, CSU 11, SPD 8, FW 2, AfD 2 und FDP 2. Von den 69.840 stimmberechtigten Einwohnern von Thalkirchen-Obersendling-Forstenried-Fürstenried-Solln haben 35.031 von ihrem Wahlrecht Gebrauch gemacht, womit die Wahlbeteiligung bei 50,2 Prozent lag.

## Persönlichkeiten
- Bartholomäus Zitzelsberger (1740–1835) war ein Pfarrer in Forstenried, nach dem seit 1959 eine Straße benannt ist.
- Christian Nerlinger (* 1973) spielte von 1981 bis 1985 beim TSV Forstenried, bevor er zum FC Bayern wechselte.
- Curd Jürgens (1915–1982), Bühnen- und Filmschauspieler
- Ernst Otto Fischer (1918–2007), Nobelpreisträger für Chemie
- Franz Töpsl (1711–1796) war ein bedeutender Theologe, der zeitweise in Forstenried als Seelsorger gewirkt hat.
- Franzl Lang (1930–2015), deutscher Sänger, Jodler, Gitarrist, Akkordeonspieler und Schauspieler
- Karoline Wittmann, Malerin (1913–1978), hatte ihr Atelier 1938–1978 in Thalkirchen. Heute befindet sich dort am Pullacher Platz 8 die Nachlassverwaltung. Baulich wurde das Atelier nicht verändert und kann besichtigt werden. Dort befindet sich auch der künstlerische Nachlass.
- Ludwig Kübler (1889–1947), General der Gebirgstruppe im Zweiten Weltkrieg
- Paula Wimmer (1876–1971), Malerin